# Marles-en-Brie
Marles-en-Brie település Franciaországban, Seine-et-Marne megyében. Lakosainak száma 1889 fő (2022. január 1.). Marles-en-Brie La Houssaye-en-Brie, Les Chapelles-Bourbon, Châtres, Crèvecœur-en-Brie, Fontenay-Trésigny és Lumigny-Nesles-Ormeaux községekkel határos.

## Népesség
A település népességének változása:
| Lakosok száma | 1484 | 1565 | 1621 | 1679 | 1730 | 1763 | 1798 | 1843 | 1889 |
|               | 2013 | 2015 | 2016 | 2017 | 2018 | 2019 | 2020 | 2021 | 2022 |